# Nijs Korevaar
Pour les articles homonymes, voir Korevaar.
Nijs Cornelis Korevaar, né le 31 décembre 1927 à Mijnsheerenland aux Pays-Bas, et mort le 1er décembre 2016, est un joueur néerlandais de water-polo, actif dès la fin des années 1940.

## Biographie
Nijs Korevaar remporte un titre européen en 1950. Il participe aux Jeux olympiques d'été de 1948 et à ceux de 1952 et remporte une médaille de bronze en 1948, se classant cinquième en 1952. En 1948, il joue les sept matches et marque quatre buts, et en 1952, il joue les neuf matches et marque au moins trois buts (tous les buts ne sont pas connus).
Il est le plus jeune frère du mathématicien Jacob Korevaar. Son fils Jan Jaap Korevaar (en) devient également un compétiteur olympique de water-polo.
Nijs Korevaar meurt le 1er décembre 2016, âgé de 88 ans.